# 廃品回収

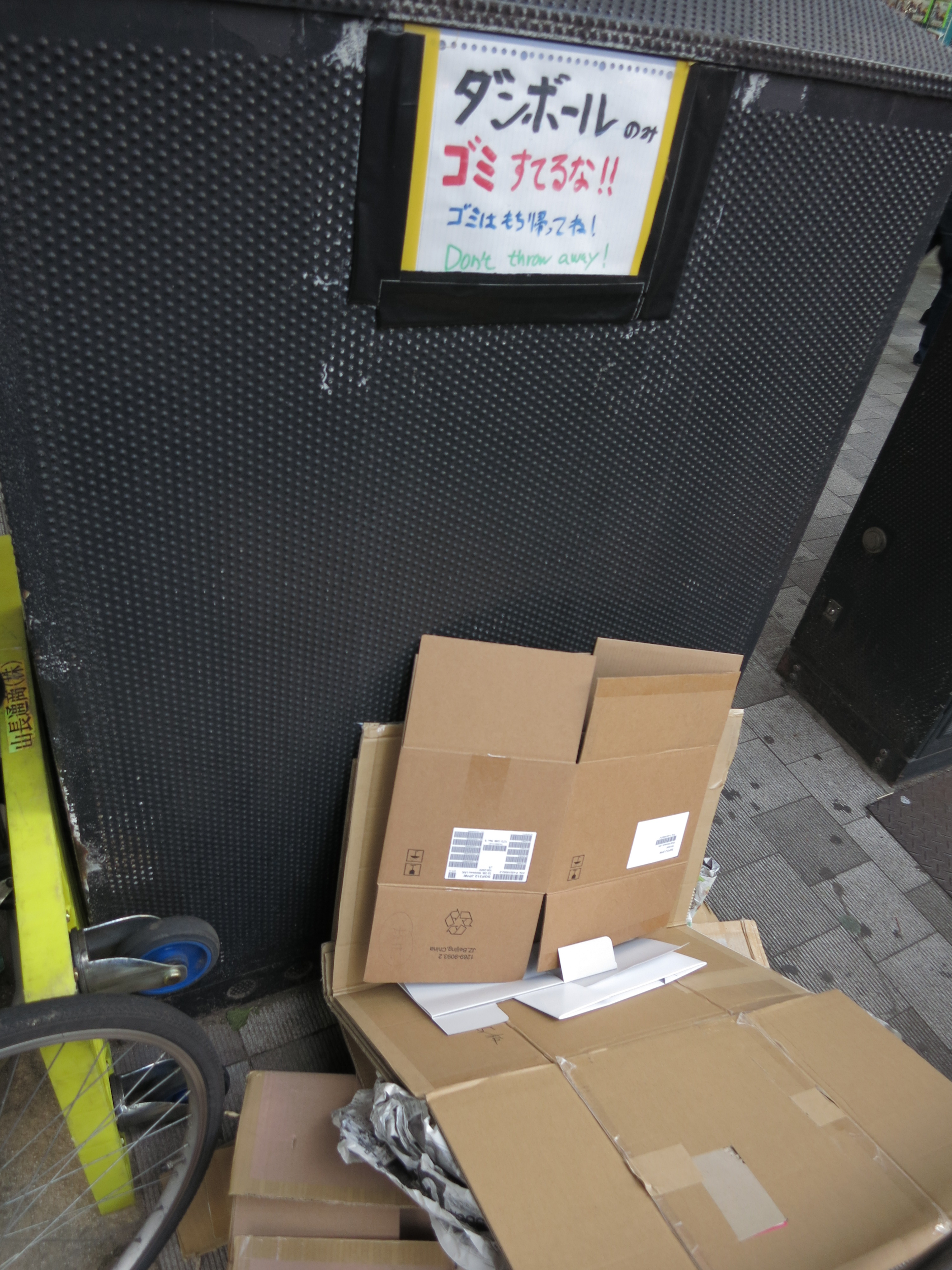
ダンボールの回収

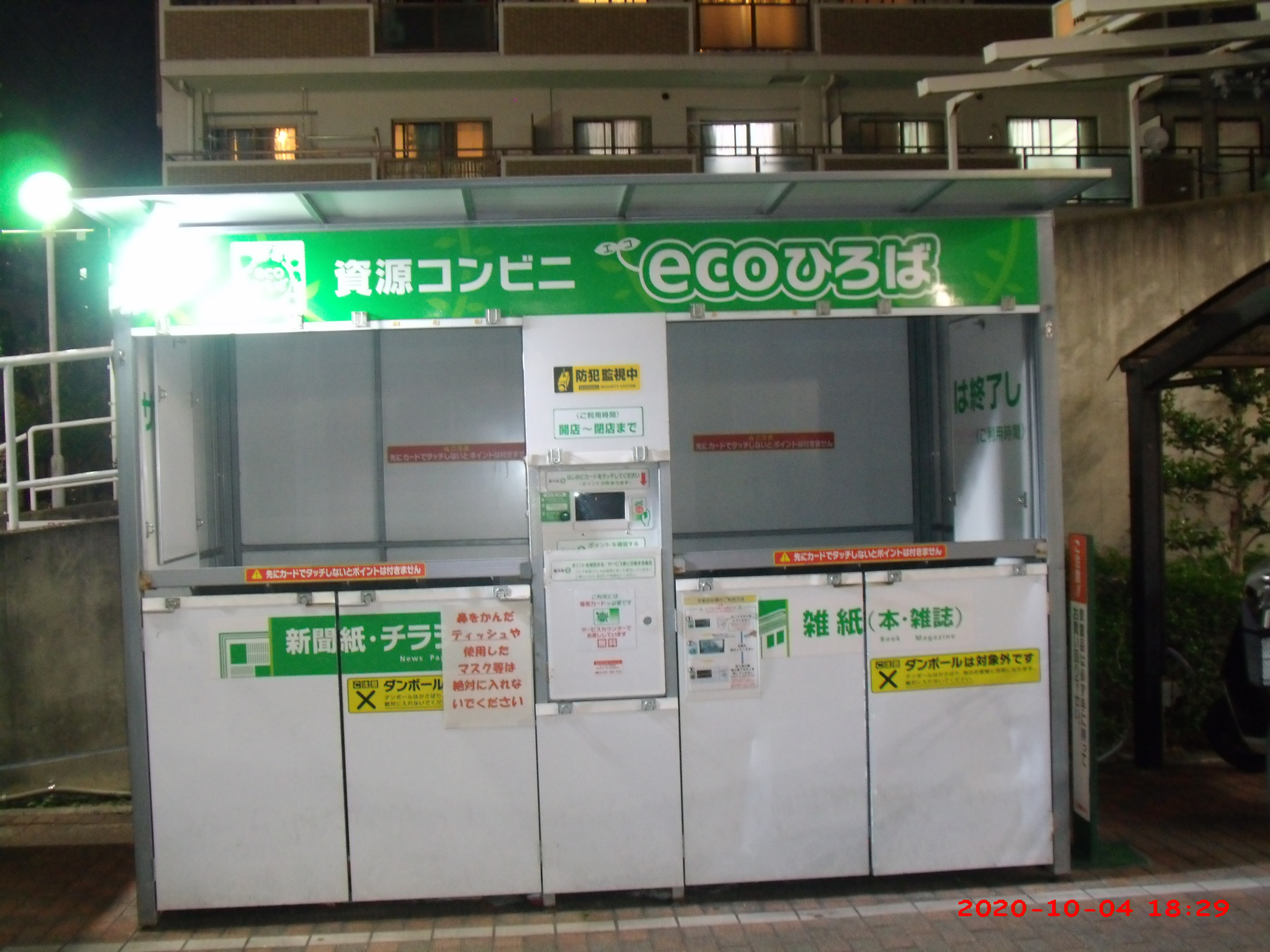
スーパーマーケットに設置された回収ボックス

廃品回収（はいひんかいしゅう）とは、再生可能な資源となる廃品を、再資源化、環境保全、収益活動などを目的として回収すること。

## 日本
日本では古紙等の資源物回収は行政（厳密には行政の委託業者）が行う「行政回収」と、地域の自治会等が行う「集団回収」がある。後者の「廃品回収運動」は1950年代後半から町会などが活動資金の創出のために活動を始めたものが拡大したものである。また、いわゆる「ちり紙交換」のように集団回収ではなく業者が巡回して各家庭から持ち出された古紙を回収するケースもある。ちり紙交換は1964年に古紙業者が開始したもので日本全国に広まったものである。

### 資源物集団回収
日本では、家庭から出る資源ごみ（新聞、雑誌、紙パック、段ボール、その他の古紙、空き瓶、空き缶、ペットボトルなど）を自治会、町内会、PTA、子ども会、老人クラブなどが団体で収集し資源物回収業者に引き渡す活動を行っている地域もあり、自治体によって資源物集団回収（館山市など）、再生資源回収（旭川市など）、有価物集団回収（安中市など）といった名称で呼ばれている。
資源物集団回収には、ごみの減量、再資源化による資源の有効利用、地域コミュニティの形成、環境意識の向上、収益金の利用などのメリットがある。集団回収の活動に対して奨励金や報奨金などを出している自治体もある。
集団回収の方法には地域内に集積所を決めて収集する拠点収集と、自宅前で回収する各戸収集がある。

### 不用品回収業者
一般家庭からの一般廃棄物を収集・運搬・処分するには自治体の一般廃棄物処理業の許可が必要である。一般家庭からの一般廃棄物を収集・運搬・処分は、産業廃棄物の許可、古物営業の許可、貨物運送事業の許可では行うことができない。

### 法規制

#### 廃棄物処理法等
先述のように一般家庭から粗大ごみを有料で回収するためには、当該市区町村による一般廃棄物収集運搬の許可が必要である。また、品目によっては家電リサイクル法、パーソナルコンピュータであれば資源の有効な利用の促進に関する法律（通称「PCリサイクル法」）の適用対象となる。
近年、ポスティングや軽トラックに搭載した拡声機で宣伝する無許可業者があらわれ、無料回収をうたいながら料金を請求する、不用品を積み込んだあとで法外な料金を要求する、回収を依頼していない物品まで無理やりトラックに積み込む、有料で回収したものを適正に処分せず不法投棄する等のトラブルが全国で多数発生している。また、「トラック積み放題プラン」など定額料金を装い、回収作業が終了した後の会計時に高額請求を行うトラブルも散見される。それを受け、国民生活センターや地方自治体から無許可業者の利用はしないよう警告が出ている。2010年8月には一部業者への家宅捜索および営業停止処分も行われた。同時に消費者庁が警察へ告訴し、経営者らが廃棄物処理法違反（無許可）容疑で逮捕・起訴された。環境省からも地方自治体に向け、許可のあるなしに関わらず廃棄物を扱う業者に対し適切な指導を行うよう通知を出している。不用品回収サービスに関する全国の消費生活センター等への相談件数は2021年に2000件を超えている。

#### 資源ごみの持ち去り
市民がゴミ置き場に出した資源ごみを、自治体に指定されていない業者が無断で持ち去る事例が相次ぎ、業者が自治体から訴訟を起こされるなど問題となっている。これに伴い条例を改正し、資源の持ち去り行為を禁する自治体も増えている。

#### 拡声器使用規制

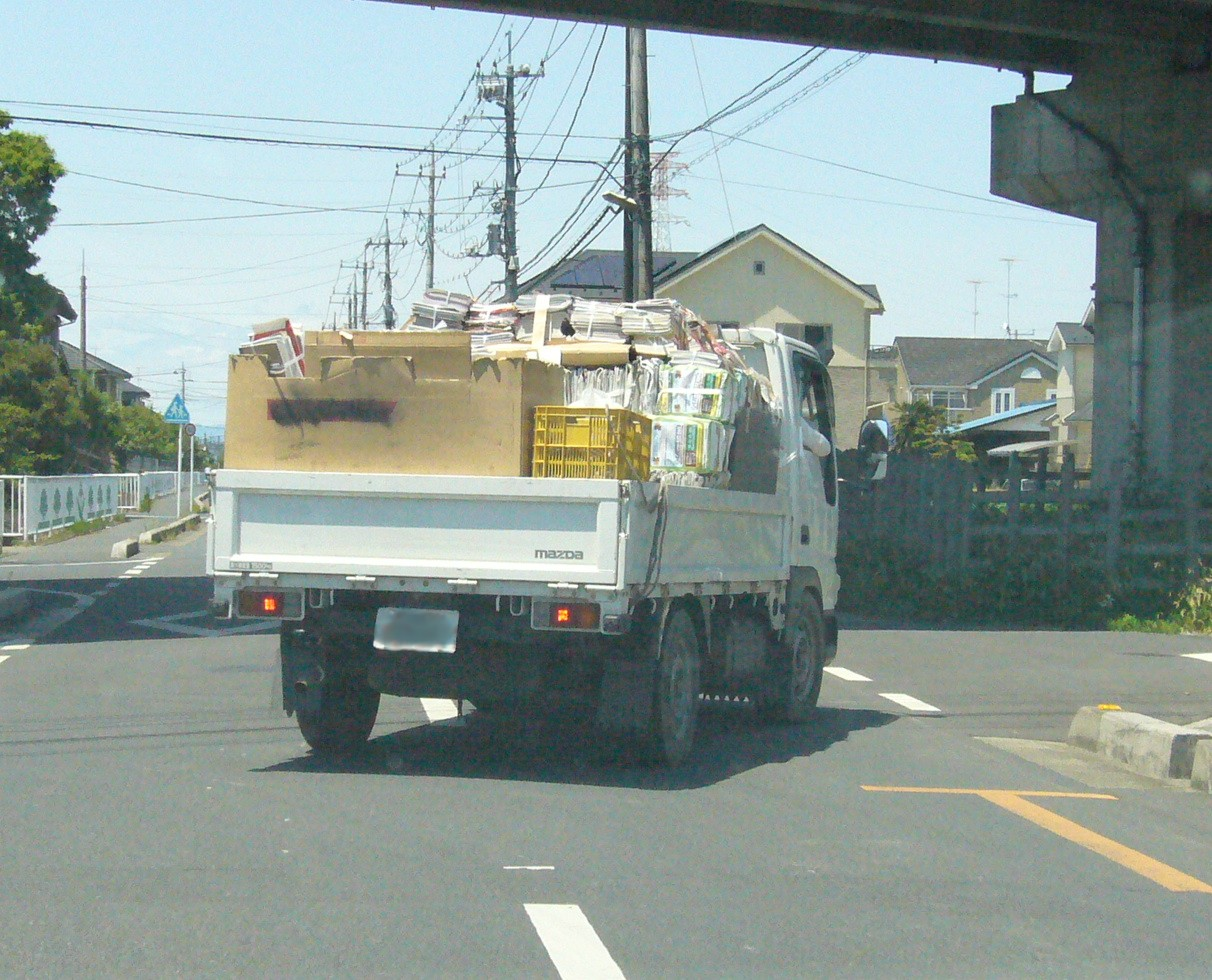
拡声器で営業するちり紙交換のトラック

拡声器を用いた商業宣伝については、1989年（平成元年）の旧環境庁の通達により、音量や使用方法を規制する条例が各都道府県で制定されている。条例の内容は自治体によって異なるが、一般に、住居地域では音量が55ないし60デシベルまでとなっており、学校、病院、老人ホーム、図書館等の周辺では使用禁止である。その他、時間帯や道路の幅員制限等の規定がある。住宅街を巡回する廃品回収車および移動販売車はほとんどがこれらの規制に抵触しており、自治体の環境公害担当課等および警察の取り締まりの対象である。が、対象が移動する車両であり確保が難しく、また注意・指導を受けても他の地域に移動してしまうだけであるため（同時に、他の地域から新しい車両がやってくるため）、実効性のある取り締まりが行えていないのが現状である。近年、多数の業者が現れる地域があることから騒音苦情が急増しており、中野区、台東区などパトロールに乗り出している自治体もある。

## 中国

### 廃棄物処理・３Ｒ関連情報

#### 廃棄物処理・３Ｒ制度
中国は廃棄物に関して、各種法規制を整備し取り組みを進めている。

#### 資源総合利用の展開に関する暫定規定の通達
1985 年 9 月 30 日には、国務院からの通達に基づいて、国家経済委員会（現在の国家発展改革委員会）が、「資源総合利用の展開に関する暫定規定の通達」を発布した。本通達では、 国家が、企業の資源総合利用を積極的に推進し、これに倣う生産や建設に対し優遇政策を 適用することが規定され、優遇政策の対象を示すために、資源総合利用目録が策定された。 　　　　　　　　　　　　　　　　　　　　　　　　　　　　　　　　　

#### 循環経済促進法（2009）の制定
中国では、循環経済の促進のために、新たに循環経済促進法を交付した。公布日は 2008 年 8 月 29 日であり、2009 年 1 月 1 日に施行されている。循環経済促進法は減量化と再資源化について以下のような規定を定めている。

### 中国版 WEEE（廃棄電器電子製品回収処理管理条例）

#### 概要
2009 年の 2 月 25 日に、廃棄電器電子製品回収処理管理条例（中国版 WEEE）が公布された。 条例の施行は 2011 年１月１日である。

#### 資格の取得
本法律のポイントは、廃棄電器電子製品処理基金の設立、 廃棄電器電子製品処理資格の導入である。
『第七条：国家が廃棄電器電子製品処理基金を設立し、廃棄電器電子製品の回収処理費用の補てんに用いることが定められている。』電器電子製品の生産者、輸入業者およびその代理人は、この規定に基づき廃棄電器電子製品処理基金への納付義務を履行するものとされている。 また、廃棄電器電子製品が適正に処理されることを保障するため、資格のある者しか処理 できないことを明文化し、その審査許可権限を市レベルの環境保護主管部門に付与することとした。また、生産者が自らあるいは販売者、補修業者、回収業者などに委託して回収することを奨励している。
資格の取得には、以下四つの要件を満たすことが必要である。 
- 完全には処理することができない廃棄電器電子製品について適切な利用または処置の案を有していること
- 処理対象とする廃棄電器電子製品にふさわしい選別、包装およびその他の設備を有していること
- 安全、品質、環境保全関連の専門技術要員を有していること
- 廃棄電器電子製品処理設備を完備していること

### 廃棄物の輸入規制の強化
中国政府は2016年に始まった第13次五カ年計画で廃棄物の輸入規制に注目した。
　同時に、中国政府が環境行政を担う環境保護部が輸入廃棄物の加工業者による環境汚染などの違法行為の行政又は司法的な管理を強化した。中国全国約1800社に立ち入り、約1070社で環境モニタリングの不備や不適切な廃棄物保管などを指摘した。一部の事業者は、事業に必要な許可証が取り消されたと記載されている。

#### 規制理由
中国が規制強化に踏み切った目的は、国民の健康と環境の保護、そして国内の廃棄物処理体制の確立だと表明されている。
　現地では、野積みされた雨ざらしの廃棄物から労働者が手で金属類やプラスチックなどの資源を選り分ける。その過程で電子機器の水銀や鉛、カドミウムなどの有害物質などが飛散し、大気や土壌、地下水の汚染や健康被害も生じている。

## 東南アジア
タイなどでは、家庭からの廃棄物は公共収集のほか不用品はサレーンなどで回収されている。サレーンは三輪車のことで、ウェスト・ピッカーが各家庭を三輪車で訪問して有料で有価物を買い取るものである。現代ではピックアップ・トラックなどを所有する者もいるが、大都市のサレーンの多くは地方から出てきた貧困層の農民である。回収された不用品は選別され有価物は最終的にジャンク・ショップと呼ばれる業者に集められる。タイのジャンク・ショップに持ち込まれる有価品には、家庭をサレーンが訪問して直接回収した物だけでなく、公共収集のため低賃金で地方政府から雇用されている者が生活の足しにするために売却した物、最終処分場の上に住んでそこから有価物を拾って生計を立てている者が売却した物もある。
タイのジャンク・ショップの多くも零細業者で自らは再生品の回収手段をもたず、サレーン等から直接有価物を購入している。ジャンク・ショップ間にも階層があり、零細のジャンク・ショップをまとめる大きな総合卸業者もいる。